# Fineshade
Fineshade är en by i civil parish Duddington-with-Fineshade, i distriktet North Northamptonshire, i grevskapet Northamptonshire, i England. Byn är belägen 21 km från Kettering. Fineshade var en civil parish från 1858 till 1988 då den blev en del av Duddington with Fineshade. Civil parish hade 46 invånare år 1971.